# Dossou Vignissy
Dossou Vignissy, född 15 juni 1954, är en friidrottare från Benin. Han deltog vid olympiska sommarspelen 1988.